# Crack the Skye
Crack The Skye er det fjerde studiealbum af det amerikanske heavy metal band Mastodon.